# Mount McKenzie
Mount McKenzie är ett berg i Antarktis. Det ligger i Östantarktis. Australien gör anspråk på området. Toppen på Mount McKenzie är 2 255 meter över havet.
Terrängen runt Mount McKenzie är platt åt nordväst, men åt sydost är den kuperad. Mount McKenzie är den högsta punkten i trakten. Trakten är obefolkad. Det finns inga samhällen i närheten. 